# スペシャルオリンピックス日本
公益財団法人スペシャルオリンピックス日本（スペシャルオリンピックスにっぽん、英語: Special Olympics Nippon Foundation、略称：SO日本）は、スペシャルオリンピックスの日本国内での活動を推進する公益法人として、スペシャルオリンピックス国際本部より認証をうけている日本本部組織である。ボランティアの育成、全国大会の開催、スペシャルオリンピックス世界大会への選手団派遣を主として行っている。

## 概要
スペシャルオリンピックス日本の主な事業は、ボランティア・コーチの育成、ナショナルゲーム（全国大会）の開催、スペシャルオリンピックス世界大会への日本選手団の派遣である。スペシャルオリンピックス日本は、各都道府県単位でスペシャルオリンピックス活動を実践、推進する組織として各地区組織を認証しており、都道府県ごとの地区組織は、それぞれが独立した組織・団体として都道府県での活動を行っている。
1994年に地区組織であるスペシャルオリンピックス東京が設立された後、同年11月27日、日本本部組織であるスペシャルオリンピックス日本が国際本部より認証を受け熊本市で発足した。1995年には熊本で第1回スペシャルオリンピックス日本夏季ナショナルゲームを開催し、同年7月には第9回夏季世界大会（コネチカット州）に日本選手団を派遣した。これ以降、世界大会毎に日本選手団を派遣している。2001年に特定非営利活動法人（NPO法人）の認証を受け、2006年には認定特定非営利活動法人（認定NPO法人）として認定を受けた。そして、2012年4月1日より内閣総理大臣認定の公益財団法人へ移行した。
2020年11月、日本スポーツチア&ダンス連盟と協力提携に関する覚書締結。

## 地区組織
- スペシャルオリンピックス日本・東京（認定NPO法人）
- スペシャルオリンピックス日本・神奈川（認定NPO法人）